# Raúl Chapado
Raúl Chapado Serrano (Ávila, España, 4 de mayo de 1970) es un exatleta español especializado en triple salto. Es presidente de la Real Federación Española de Atletismo y vicepresidente de World Athletics.

## Como atleta
A lo largo de su carrera fue nueve veces campeón de España de triple salto al aire libre (récord histórico en la especialidad, compartido con Luis Felipe Areta) y seis veces en pista cubierta. En 1998 batió tres veces el récord de España de triple salto en pista cubierta; la última de ellas, durante el Campeonato de Europa en Pista Cubierta celebrado en Valencia, con un salto de 16,87 m. Este récord se mantuvo vigente hasta 2015, cuando fue superado por Pablo Torrijos.

## Como directivo
Tras su retirada de la competición, se ha dedicado a labores directivas en el atletismo. En noviembre de 2016 fue elegido presidente de la Real Federación Española de Atletismo. En agosto de 2023 fue elegido también vicepresidente de World Athletics.

## Competiciones internacionales
| Representando a España en triple salto \| Año \| Competición \| Sede \| Puesto \| Marca \| \| ---- \| -------------------------------------- \| -------- \| ----------------- \| ------- \| \| 1989 \| Campeonato de Europa Junior \| Varaždin \| – \| NM \| \| 1992 \| Campeonato Iberoamericano \| Sevilla \| 7º \| 15.53w \| \| 1997 \| Campeonato del Mundo \| Atenas \| 14º (calif.) \| 16.80 \| \| 1998 \| Campeonato de Europa en Pista Cubierta \| Valencia \| 5º \| 16.87 i \| \| 1998 \| Campeonato Iberoamericano \| Lisboa \| Medalla de bronce \| 16.41 \| \| 1998 \| Campeonato de Europa \| Budapest \| 13º (calif.) \| 16.49 \| \| 1999 \| Campeonato del Mundo \| Sevilla \| 32º (calif.) \| 15.98 \| \| 2000 \| Campeonato de Europa en Pista Cubierta \| Gante \| 11º (calif.) \| 16.38 \| \| 2000 \| Juegos Olímpicos \| Sídney \| – \| NM \| \| 2001 \| Juegos Mediterráneos \| Túnez \| Medalla de bronce \| 16.41w \| \| 2002 \| Copa del Mundo \| Madrid \| 8º \| 15.91 \| | Representando a España en triple salto \| Año \| Competición \| Sede \| Puesto \| Marca \| \| ---- \| -------------------------------------- \| -------- \| ----------------- \| ------- \| \| 1989 \| Campeonato de Europa Junior \| Varaždin \| – \| NM \| \| 1992 \| Campeonato Iberoamericano \| Sevilla \| 7º \| 15.53w \| \| 1997 \| Campeonato del Mundo \| Atenas \| 14º (calif.) \| 16.80 \| \| 1998 \| Campeonato de Europa en Pista Cubierta \| Valencia \| 5º \| 16.87 i \| \| 1998 \| Campeonato Iberoamericano \| Lisboa \| Medalla de bronce \| 16.41 \| \| 1998 \| Campeonato de Europa \| Budapest \| 13º (calif.) \| 16.49 \| \| 1999 \| Campeonato del Mundo \| Sevilla \| 32º (calif.) \| 15.98 \| \| 2000 \| Campeonato de Europa en Pista Cubierta \| Gante \| 11º (calif.) \| 16.38 \| \| 2000 \| Juegos Olímpicos \| Sídney \| – \| NM \| \| 2001 \| Juegos Mediterráneos \| Túnez \| Medalla de bronce \| 16.41w \| \| 2002 \| Copa del Mundo \| Madrid \| 8º \| 15.91 \| | Representando a España en triple salto \| Año \| Competición \| Sede \| Puesto \| Marca \| \| ---- \| -------------------------------------- \| -------- \| ----------------- \| ------- \| \| 1989 \| Campeonato de Europa Junior \| Varaždin \| – \| NM \| \| 1992 \| Campeonato Iberoamericano \| Sevilla \| 7º \| 15.53w \| \| 1997 \| Campeonato del Mundo \| Atenas \| 14º (calif.) \| 16.80 \| \| 1998 \| Campeonato de Europa en Pista Cubierta \| Valencia \| 5º \| 16.87 i \| \| 1998 \| Campeonato Iberoamericano \| Lisboa \| Medalla de bronce \| 16.41 \| \| 1998 \| Campeonato de Europa \| Budapest \| 13º (calif.) \| 16.49 \| \| 1999 \| Campeonato del Mundo \| Sevilla \| 32º (calif.) \| 15.98 \| \| 2000 \| Campeonato de Europa en Pista Cubierta \| Gante \| 11º (calif.) \| 16.38 \| \| 2000 \| Juegos Olímpicos \| Sídney \| – \| NM \| \| 2001 \| Juegos Mediterráneos \| Túnez \| Medalla de bronce \| 16.41w \| \| 2002 \| Copa del Mundo \| Madrid \| 8º \| 15.91 \| | Representando a España en triple salto \| Año \| Competición \| Sede \| Puesto \| Marca \| \| ---- \| -------------------------------------- \| -------- \| ----------------- \| ------- \| \| 1989 \| Campeonato de Europa Junior \| Varaždin \| – \| NM \| \| 1992 \| Campeonato Iberoamericano \| Sevilla \| 7º \| 15.53w \| \| 1997 \| Campeonato del Mundo \| Atenas \| 14º (calif.) \| 16.80 \| \| 1998 \| Campeonato de Europa en Pista Cubierta \| Valencia \| 5º \| 16.87 i \| \| 1998 \| Campeonato Iberoamericano \| Lisboa \| Medalla de bronce \| 16.41 \| \| 1998 \| Campeonato de Europa \| Budapest \| 13º (calif.) \| 16.49 \| \| 1999 \| Campeonato del Mundo \| Sevilla \| 32º (calif.) \| 15.98 \| \| 2000 \| Campeonato de Europa en Pista Cubierta \| Gante \| 11º (calif.) \| 16.38 \| \| 2000 \| Juegos Olímpicos \| Sídney \| – \| NM \| \| 2001 \| Juegos Mediterráneos \| Túnez \| Medalla de bronce \| 16.41w \| \| 2002 \| Copa del Mundo \| Madrid \| 8º \| 15.91 \| | Representando a España en triple salto \| Año \| Competición \| Sede \| Puesto \| Marca \| \| ---- \| -------------------------------------- \| -------- \| ----------------- \| ------- \| \| 1989 \| Campeonato de Europa Junior \| Varaždin \| – \| NM \| \| 1992 \| Campeonato Iberoamericano \| Sevilla \| 7º \| 15.53w \| \| 1997 \| Campeonato del Mundo \| Atenas \| 14º (calif.) \| 16.80 \| \| 1998 \| Campeonato de Europa en Pista Cubierta \| Valencia \| 5º \| 16.87 i \| \| 1998 \| Campeonato Iberoamericano \| Lisboa \| Medalla de bronce \| 16.41 \| \| 1998 \| Campeonato de Europa \| Budapest \| 13º (calif.) \| 16.49 \| \| 1999 \| Campeonato del Mundo \| Sevilla \| 32º (calif.) \| 15.98 \| \| 2000 \| Campeonato de Europa en Pista Cubierta \| Gante \| 11º (calif.) \| 16.38 \| \| 2000 \| Juegos Olímpicos \| Sídney \| – \| NM \| \| 2001 \| Juegos Mediterráneos \| Túnez \| Medalla de bronce \| 16.41w \| \| 2002 \| Copa del Mundo \| Madrid \| 8º \| 15.91 \| | Representando a España en triple salto \| Año \| Competición \| Sede \| Puesto \| Marca \| \| ---- \| -------------------------------------- \| -------- \| ----------------- \| ------- \| \| 1989 \| Campeonato de Europa Junior \| Varaždin \| – \| NM \| \| 1992 \| Campeonato Iberoamericano \| Sevilla \| 7º \| 15.53w \| \| 1997 \| Campeonato del Mundo \| Atenas \| 14º (calif.) \| 16.80 \| \| 1998 \| Campeonato de Europa en Pista Cubierta \| Valencia \| 5º \| 16.87 i \| \| 1998 \| Campeonato Iberoamericano \| Lisboa \| Medalla de bronce \| 16.41 \| \| 1998 \| Campeonato de Europa \| Budapest \| 13º (calif.) \| 16.49 \| \| 1999 \| Campeonato del Mundo \| Sevilla \| 32º (calif.) \| 15.98 \| \| 2000 \| Campeonato de Europa en Pista Cubierta \| Gante \| 11º (calif.) \| 16.38 \| \| 2000 \| Juegos Olímpicos \| Sídney \| – \| NM \| \| 2001 \| Juegos Mediterráneos \| Túnez \| Medalla de bronce \| 16.41w \| \| 2002 \| Copa del Mundo \| Madrid \| 8º \| 15.91 \| |
| Año | Competición | Sede | Puesto | Marca | |
| --- | --- | --- | --- | --- | --- |
| 1989 | Campeonato de Europa Junior | Varaždin | – | NM | |
| 1992 | Campeonato Iberoamericano | Sevilla | 7º | 15.53w | |
| 1997 | Campeonato del Mundo | Atenas | 14º (calif.) | 16.80 | |
| 1998 | Campeonato de Europa en Pista Cubierta | Valencia | 5º | 16.87 i | |
| 1998 | Campeonato Iberoamericano | Lisboa | Medalla de bronce | 16.41 | |
| 1998 | Campeonato de Europa | Budapest | 13º (calif.) | 16.49 | |
| 1999 | Campeonato del Mundo | Sevilla | 32º (calif.) | 15.98 | |
| 2000 | Campeonato de Europa en Pista Cubierta | Gante | 11º (calif.) | 16.38 | |
| 2000 | Juegos Olímpicos | Sídney | – | NM | |
| 2001 | Juegos Mediterráneos | Túnez | Medalla de bronce | 16.41w | |
| 2002 | Copa del Mundo | Madrid | 8º | 15.91 | |